# John Jacob Astor
John Jacob Astor (17. srpnja 1763. – 29. ožujka 1848.) bio je njemačko-američki poslovni magnat, trgovac i investitor. John Astor je prvi istaknuti član obitelji Astor, prvi multi-milijunaš u SAD-u, te tvorac prvog trusta u Americi. Otišao je u SAD nakon Američkog rata za neovisnost te izgradio carstvo trgovinom krznom koja se protezala do Velikih jezera i Kanade, a kasnije se proširila na američki zapad i pacifičku obalu. Bio je također uključen u krijumčarenje opijuma. U ranom 19. stoljeću preusmjerio se na trgovinu nekretninama u New Yorku, a kasnije je postao poznati mecena.

## Mladost
Astorovi preci bili su valdenzijanski izbjeglice iz Savoje, a Astor je ostao član Reformirane crkve tijekom svog života.  Rođen je u Walldorfu kao rođen kao Johann Jakob Astor, u blizini Heidelberga u Staroj Falačkoj koja je godine 1803. postala dio Velikog Vojvodstva Baden (sada u sklopu okruga Rajna-Neckar u državi Baden-Württemberg, Njemačka). On je bio sin mesara Johanna Jacob Astora (7. srpnja 1724. – 18. travnja 1816.) i Marije Magdalene Vorfelder. Sin je karijeru započeo s radom u Njemačkoj kao pomoćnik u očevoj tvrtki kao prodavač mliječnih proizvoda. Godine 1779, sa 16 godina emigrirao je u London, gdje je učio engleski dok je radio za svojim bratom Georgom u proizvodnja glazbenih instrumenata.
Astor je stigao u SAD u ožujku 1784. odmah nakon kraja rata za neovisnost. Njegov brat Henry Astor je stigao prije njega u New York, osnuvši mesnicu s kojom John Jacob Astor je u početku bio uključen. On trguje krzna s Indijancima, a krajem 1780 započeo trgovinu krznom robe u New Yorku. On je također postao New York agent za bratovo poslovanje s glazbenim instrumentima.
Astor je oženio Sarah Todd (kći Adama Todda i Sarah Cox) 19. rujna 1785. Iako mu je donijela miraz od samo 300 dolara, posjedovala je skroman um i poslovnu sposobnost rasuđivanja koju je on smatrao boljom od većine trgovaca. Pomagala mu je u praktičnim pojedinostima njegovog poslovanja.

## Bogatstvo od trgovine krznom
Astor je iskoristio Sporazum Jay između Velike Britanije i SAD-a godine 1794., kojim su otvorena nova tržišta u Kanadi i regiji Velikih jezera. Tada u Londonu, Astor je jednom napravio ugovor s Northwest Company of Montreal and Quebec (tada magnatom i kanadske Canadian Northwest fur trade). On je uvozio krzna iz Montreala u New York, te ih dostavljao u sve dijelove Europe.  Do 1800. je skupio gotovo četvrt milijuna dolara, te je postao jedna od vodećih figura u trgovini krznom. Godine 1800, slijedeći primjer broda Empress of China (carica Kine), prvog američkog trgovinskog broda u Kinu, Astor je počeo trgovati krznom, čajevima i sandalovinom s Kantonom u Kini, i uvelike se okoristio.
Američki zakon o embargu iz 1807, međutim, poremetio je njegovo uvozno / izvozno poslovanje. S dopuštenjem predsjednika Thomasa Jeffersona, Astor je osnovao 6. travnja 1808. American Fur Company. Kasnije je formirao podružnice: Pacific Fur Company, i Southwest Fur Company (u kojem su Kanađani imali određenu ulogu), kako bi se kontrolirala trgovina krznom na rijeci Columbia i Velikiim jezerima.
Njegovo Columbia River trgovačko središte u Fort Astoriji (osnovano u travnju 1811.) je bila prva američka zajednica na obali Pacifika. On je financirao kopnenu Astor ekspediciju godine 1810-12 do utvrdu. Članovi ekspedicije su otkrili South Pass, preko kojeg su prešle stotine tisuća doseljenika za Oregon i Kaliforniju.
Astorova trgovina krznom bila je opet prekinuta kad su britanci osvojili njegova trgovišta tijekom rata od 1812. Godine 1816. Astor se uključio u trgovinu opijumom. Njegova krznarska tvrtka kupila je deset tona turskog opijuma, zatim dostavljala krijumčarenu robu u Kanton. Astor je kasnije napustio trgovinu opijumom s Kinom i prodavao ga isključivo u Englesku.
Astorovo poslovanje se oporavilo godine 1817 nakon što je Američki Kongres donio protekcionistički zakon kojim zabranjuje poslovanje stranim trgovcima na području SAD-a. Američka krznarska tvrtka je počela dominirati trgovinom u području oko Velikih jezera. Godine 1822, Astor je osnovao Astor House na Mackinac Island kao sjedište za reorganiziranu krznarsku tvrtku, što je otok pretvorilo u metropolu trgovine krznom. Astorove trgovačke su se protezale preko cijelog svijeta, a njegovi brodovi su bili u svakom moru.
Astor je godine 1804. kupio od Aarona Burra ono što je ostalo od 99-godišnjeg zakupa na nekretnine na Manhattanu. U to vrijeme, Burr je služio kao potpredsjednik u Thomasa Jeffersona i očajnički je trebao nabavnu cijenu od 62.500 $. Zakup je za vrijedio do 1866. Astor je započeo podjelom zemlje na gotovo 250 dijelova te ih je dao u podnajam. Njegovi su uvjeti bili da stanar može raditi što god želi sa zemljištem na dvadeset i jednu godinu, nakon čega se mora obnoviti zakup ili vratiti Astoru.

## Posao s nekretninama i umirovljenje
Astor je godine 1799.  počeo kupovati zemljišta po New Yorku i stekao znatan fundus. Nakon početka 19. stoljeća, u istoj razini s Kinom trgovinskih profita, njegov interes za nekretnine postajao je sve sustavniji, ambiciozniji i proračunatiji. Godine 1803. kupio je 70 hektara farme koja se protezala zapadno od Broadwaya do rijeke Hudson između današnje 42. i 46. ulice. Te ste godine kao i sljedeće, on je kupio znatne udjele od osramoćenog Aarona Burra.
Tijekom 1830-ih, John Jacob Astor je predvidio da će sljedeći veliki bum biti izgradnja New Yorka, koji će uskoro postati jedan od najvećih svjetskih gradova. Astor se povukao iz američke krznarske tvrtke, kao i svih drugih poslova i koristio novac za kupnju i razvoj velike površine Manhattana za nekretnine. Astor je točno predvidio brzi rast New Yorka na sjever u pravcu Manhattana, kupujući sve više zemljišta izvan tada postojećih granica grada. Astor je rijetko gradio na svojoj zemlji već je iznajmljivao drugima na korištenje.
Nakon povlačenja iz posla, Astor je proveo ostatak svog života kao mecena kulture. On je podržavao ornitologa Johna Jamesa Audubona i predsjedničku kampanju Henryja Claya.

## Oporuka
U vrijeme njegove smrti 1848, Astor je bio najbogatiji čovjek u Sjedinjenim Državama, ostavivši imovinu imanje čija se vrijednost procjenjuje na najmanje 20 milijuna tadašnjih dolara. Njegova procijenjena neto vrijednosti, ako se usporedi s američkim BDp-om u to vrijeme, bila bi jednaka 110,1 milijarde dolara iz 2006. godine, čime je postao peti najbogatiji čovjek u američkoj povijesti. Procjena koja se temelji na inflacije od zakonom propisanog američkog zlatnog standarda po stopi od 21 dolara po unci godine 1850 iznosi 1,272 milijarde dolara u godini 2011 dolara.
U svojoj oporuci, on je ostavio 400.000 dolara za izgradnju Astor knjižnice za javnost u New Yorku  (kasnije konsolidirane s drugim knjižnicama u obliku New York Public Library), te 50.000 dolara za usluge ubožnica i sirotištu u svom rodnom gradu Walldorfu. Astorhaus je sada muzej u čast gradskih predaka i poznata dvorana za svadbe. Nadalje Astor je donirao 25.000 dolara za Njemačko društvo Grada New Yorka, čiji je predsjednik bio je od 1837 do 1841. Također 30.000 $ koji će se koristiti za profesora na katedri njemačke književnosti na Sveučilištu Columbia, ali zbog razlika u odnosu na dekanat to je kasnije izbrisano iz oporuke.
Astor je ostavio većinu svog bogatstva svom drugom sinu, Williamu Backhousu Astora, s.tarijem Njegov najstariji sin, John Jacob Astor, Jr., io je duševno bolestan a Astor mu je ostavio dovoljno novca da bi se brinuli za njega ostatak svog života.
John Jacob Astor je pokopan u groblju Svetog Trojstva groblju u Manhattanu, jer su mnogi članovi njegove obitelji bili članovi te crkve, iako je Astor ostao člana lokalne reformirane crkve do njegove smrti. Herman Melville koristiti je lik Astora kao simbol najranijih bogatstava u New Yorku u svom romanu "Bartlebyju, pisar".
Par mramornih lavova koji sjede na ulazu u New York Public Library na Petoj aveniji i 42. ulice su izvorno nazvani Leo Astor i Leo Lenox, po Astoru i Jamesu Lenoxu, koji su osnovali knjižnicu. Tada su se zvali Lord Astor i Lady Astor Lenox (oba lava su mužjaci). Gradonačelnik Fiorello La Guardia preimenovana ih je  "Patience" i "Fortitude" tijekom Velike depresije.
Godine 1908, kada je nogometni klub osnovan u njegovom rodnom mjestu dobio je ime je dobila Astoria u čast njega iI njegove obitelji i danas se zove FC Astoria Walldorf  .